# Hugo Notthoff
Hugo Notthoff (* 29. Dezember 1885 in Krefeld; † 26. März 1979 in Gößnitz) war ein deutscher Maler und Grafiker.

## Leben und Werk
Notthoff studierte Malerei an der Kunstakademie Düsseldorf bei Eugen Dücker, dessen naturalistischer Kunstauffassung er folgte. Dann arbeitete er, unterbrochen durch die Teilnahme am Ersten Weltkrieg als freischaffender Künstler in Nordrhein-Westfalen, u. a. Düsseldorf und in Krefeld-Traar. Er schuf vor allem Landschaftsbilder und Stillleben und hatte schon 1919 eine Ausstellung mit Ölgemälden und Zeichnungen niederrheinischer Landschaften. In der Zeit des Nationalsozialismus war Notthoff Mitglied der Reichskammer der bildenden Künste, und Museen erwarben von ihm Bilder.
Notthoff nahm als Soldat der Wehrmacht auch am Zweiten Weltkrieg teil und ging nach der Kriegsgefangenschaft in die Sowjetische Besatzungszone nach Gößnitz. Dort arbeitete er weiter als freischaffender Maler und Grafiker. Er gehörte dem Verband Bildender Künstler der DDR an. In den 1950er Jahren hielt er sich mehrmals zu Studienreisen an der Ostsee auf, u. a. in Zinnowitz. Bilder Notthoffs befinden sich im Lindenau-Museum Altenburg/Thür. und sind im aktuellen Kunsthandel präsent.

## Werke (Auswahl)
- Weiher im grünen Tal (um 1911, Gouache, 31,5 × 42,5 cm)[3]
- Frühling im Schwarzwald (um 1920/1930, Aquarell und Tusche, ca. 49 × 62 cm)[4]
- Häuser in Moers (um 1936, Öl)
- Alte Brücke in Kleve (um 1936, Öl)
- Am Strand von Zinnowitz[5]
- Vor der Segelfahrt[5]
- Mädchen im Kornfeld (um 1960, Öl, ca. 43 × 40 cm)[6]
- Blumenstillleben (1960, Aquarell, 38 × 28 cm)[7]

## Ausstellungen (unvollständig)
- 1939: Krefeld, Kaiser-Wilhelm-Museum („Niederrheinische Kunst 1939“)
- 1942: Düsseldorf („Frühjahrsausstellung Düsseldorf“ der Gesellschaft zur Förderung der Düsseldorfer bildenden Künste)
- 1953 und 1956: Leipzig, Bezirkskunstausstellungen
- 1954: Altenburg/Thür., Lindenau-Museum („100 Jahre Staatliches Lindenau-Museum“)